# Friedrich von Gersdorff
Friedrich Goswin Woldemar von Gersdorff (* 12. September 1838 in Nawwast, Livland; † 24. Februar 1898 in Odessa, Ukraine) war ein kaiserlich-russischer Generalmajor.

## Leben
Von Gersdorff entstammte dem Adelsgeschlecht Gersdorff. Er war ein Sohn von Alexander Paul von Gersdorff (1804–1864) und dessen Ehefrau Leocadie Volmerange-Helmund (1810–1893), deren Mutter Luise Tochter von Gottlob Siegmund von Brasch war.
Er war Deutschbalte und Herr auf Beresowka in Podolien.
Ende November 1876, kurze Zeit vorher zum Oberstleutnant befördert, wurde er Chef eines Eskadrons. Ende 1878 folgte die Ernennung zum Oberst und ab Anfang 1888 sein Einsatz als Kommandeur einer Reserve-Kavallerie-Einheit.
Ende 1878 hatte er in Odessa Lyubov Leontjevna Vale-Kukuli (1848–1901) geheiratet. Das Ehepaar hatte zwei Söhne. Der Sohn Georg Friedrich (1881–1948) wurde später russischer Gouverneur und Vizegouverneur von Podolien.

## Weblink
- Personensatz von Friedrich von Gersdorff vom Leibniz-Institut für Ost- und Südosteuropaforschung